# Epitolina mnestra
Epitolina mnestra är en fjärilsart som beskrevs av Heinrich Benno Möschler 1888. Epitolina mnestra ingår i släktet Epitolina och familjen juvelvingar. Inga underarter finns listade i Catalogue of Life.